# Daniel Küblböck/Diskografie
Diese Diskografie ist eine Übersicht über die musikalischen Werke des deutschen Popsängers Daniel Küblböck. Den Quellenangaben und Schallplattenauszeichnungen zufolge hat er bisher mehr als 2,2 Millionen Tonträger verkauft. Seine erfolgreichste Veröffentlichung ist das Album United, welches er zusammen mit den DSDS-Allstars aufnahm, mit über 1,17 Millionen verkauften Einheiten, wovon alleine in Deutschland über 1,1 Millionen Exemplare verkauft wurden und es somit eines der meistverkauften Musikalben in Deutschland ist.

## Alben

### Studioalben
| Jahr | Titel Musiklabel                                                | Höchstplatzierung, Gesamtwochen, AuszeichnungChartplatzierungen (Jahr, Titel, Musiklabel, Platzierungen, Wochen, Auszeichnungen, Anmerkungen) | Höchstplatzierung, Gesamtwochen, AuszeichnungChartplatzierungen (Jahr, Titel, Musiklabel, Platzierungen, Wochen, Auszeichnungen, Anmerkungen) | Höchstplatzierung, Gesamtwochen, AuszeichnungChartplatzierungen (Jahr, Titel, Musiklabel, Platzierungen, Wochen, Auszeichnungen, Anmerkungen) | Anmerkungen                                             |
| Jahr | Titel Musiklabel                                                | DE | AT | CH | Anmerkungen                                             |
| ---- | --------------------------------------------------------------- | --- | --- | --- | ------------------------------------------------------- |
| 2003 | Positive Energie Hansa Musik Produktion                         | DE2 Gold · (11 Wo.)DE | AT11 (12 Wo.)AT | CH13 (8 Wo.)CH | Erstveröffentlichung: 16. Juni 2003 Verkäufe: + 100.000 |
| 2005 | Liebe Nation Seven Days                                         | DE54 (1 Wo.)DE | — | — | Erstveröffentlichung: 11. November 2005                 |
| 2009 | Jazz Meets Blues … wenn zwei sich verlieben Küblböck Records    | — | — | — | Erstveröffentlichung: 9. November 2009                  |
| 2010 | Schrebergarten Küblböck Records                                 | — | — | — | Erstveröffentlichung: 4. September 2010                 |
| 2012 | Diez años Kúblbóck – Ich versteh’ nur Spanisch Küblböck Records | — | — | — | Erstveröffentlichung: 29. September 2012                |
| 2016 | Jesus Is My Lover Küblböck Records                              | — | — | — | Erstveröffentlichung: Februar 2016                      |

### Gemeinschaftsalben
| Jahr | Titel Musiklabel              | Höchstplatzierung, Gesamtwochen, AuszeichnungChartplatzierungen (Jahr, Titel, Musiklabel, Platzierungen, Wochen, Auszeichnungen, Anmerkungen) | Höchstplatzierung, Gesamtwochen, AuszeichnungChartplatzierungen (Jahr, Titel, Musiklabel, Platzierungen, Wochen, Auszeichnungen, Anmerkungen) | Höchstplatzierung, Gesamtwochen, AuszeichnungChartplatzierungen (Jahr, Titel, Musiklabel, Platzierungen, Wochen, Auszeichnungen, Anmerkungen) | Anmerkungen                                                                        |
| Jahr | Titel Musiklabel              | DE | AT | CH | Anmerkungen                                                                        |
| ---- | ----------------------------- | --- | --- | --- | ---------------------------------------------------------------------------------- |
| 2003 | United Hansa Musik Produktion | DE1 ×11Elffachgold · (19 Wo.)DE | AT1 Platin · (15 Wo.)AT | CH2 Platin · (16 Wo.)CH | Erstveröffentlichung: 9. Februar 2003 Verkäufe: + 1.170.000; mit den DSDS-Allstars |

### Livealben
| Jahr | Titel Musiklabel                                                       | Anmerkungen                            |
| ---- | ---------------------------------------------------------------------- | -------------------------------------- |
| 2008 | Live – Zero to Sexy Küblböck Records                                   | Erstveröffentlichung: 8. Dezember 2008 |
| 2011 | Schrebergarten Live Küblböck Records                                   | Erstveröffentlichung: 19. Mai 2011     |
| 2012 | El tiempo Küblböck Records                                             | Erstveröffentlichung: 18. Februar 2012 |
| 2013 | Diez años Kúblbóck – Ich versteh’ nur Spanisch – Live Küblböck Records | Erstveröffentlichung: 22. März 2013    |
| 2014 | Die Küblböck Show Live Küblböck Records                                | Erstveröffentlichung: 31. Mai 2014     |

### Kompilationen
| Jahr | Titel Musiklabel                   | Anmerkungen                        |
| ---- | ---------------------------------- | ---------------------------------- |
| 2010 | Best of 2003–2010 Küblböck Records | Erstveröffentlichung: 19. Mai 2010 |

### Weihnachtsalben
| Jahr | Titel Musiklabel                                      | Anmerkungen                             |
| ---- | ----------------------------------------------------- | --------------------------------------- |
| 2009 | Leise rieselt der Schnee Küblböck Records             | Erstveröffentlichung: 28. November 2009 |
| 2010 | Küblböckische Weihnacht – 24 Termine Küblböck Records | Erstveröffentlichung: 22. November 2010 |

## Singles

### Als Leadmusiker
| Jahr | Titel Album                                                            | Höchstplatzierung, Gesamtwochen, AuszeichnungChartplatzierungen (Jahr, Titel, Album, Platzierungen, Wochen, Auszeichnungen, Anmerkungen) | Höchstplatzierung, Gesamtwochen, AuszeichnungChartplatzierungen (Jahr, Titel, Album, Platzierungen, Wochen, Auszeichnungen, Anmerkungen) | Höchstplatzierung, Gesamtwochen, AuszeichnungChartplatzierungen (Jahr, Titel, Album, Platzierungen, Wochen, Auszeichnungen, Anmerkungen) | Anmerkungen                                                   |
| Jahr | Titel Album                                                            | DE | AT | CH | Anmerkungen                                                   |
| ---- | ---------------------------------------------------------------------- | --- | --- | --- | ------------------------------------------------------------- |
| 2003 | You Drive Me Crazy Positive Energie                                    | DE1 Gold · (12 Wo.)DE | AT4 (20 Wo.)AT | CH10 (12 Wo.)CH | Erstveröffentlichung: 31. März 2003 Verkäufe: + 150.000       |
| 2003 | Heartbeat Positive Energie                                             | DE2 (10 Wo.)DE | AT5 (12 Wo.)AT | CH11 (8 Wo.)CH | Erstveröffentlichung: 19. Mai 2003                            |
| 2004 | The Lion Sleeps Tonight –                                              | DE7 (9 Wo.)DE | AT29 (7 Wo.)AT | CH37 (3 Wo.)CH | Erstveröffentlichung: 2. Februar 2004 Original: Evening Birds |
| 2004 | Teenage Tears Best of 2003–2010                                        | DE16 (7 Wo.)DE | AT46 (3 Wo.)AT | — | Erstveröffentlichung: 24. Mai 2004 Verkäufe: + 10.000         |
| 2005 | König von Deutschland Liebe Nation                                     | DE29 (6 Wo.)DE | AT67 (1 Wo.)AT | — | Erstveröffentlichung: 23. September 2005 Original: Rio Reiser |
| 2007 | Born in Bavaria Best of 2003–2010                                      | DE54 (3 Wo.)DE | — | — | Erstveröffentlichung: 11. Mai 2007                            |
| 2010 | Bodenmais (moacht’s eich auf) Best of 2003–2010                        | — | — | — | Erstveröffentlichung: März 2010                               |
| 2012 | El tiempo Diez años Kúblbóck – Ich versteh’ nur Spanisch               | — | — | — | Erstveröffentlichung: 20. April 2012                          |
| 2012 | No destroces mi corazón Diez años Kúblbóck – Ich versteh’ nur Spanisch | — | — | — | Erstveröffentlichung: 5. Oktober 2012                         |
| 2013 | Berlin Diez años Kúblbóck – Ich versteh’ nur Spanisch                  | — | — | — | Erstveröffentlichung: 22. Februar 2013                        |
| 2013 | Amo el mar (Sommer Mix) Diez años Kúblbóck – Ich versteh’ nur Spanisch | — | — | — | Erstveröffentlichung: 9. August 2013                          |
| 2013 | Ein Stück von dir –                                                    | — | — | — | Erstveröffentlichung: 29. November 2013                       |
| 2014 | Angel Jesus Is My Lover                                                | — | — | — | Erstveröffentlichung: 26. September 2014                      |
| 2015 | Save My Heart Jesus Is My Lover                                        | — | — | — | Erstveröffentlichung: 6. März 2015                            |

### Als Gastmusiker
| Jahr | Titel Album             | Höchstplatzierung, Gesamtwochen, AuszeichnungChartplatzierungen (Jahr, Titel, Album, Platzierungen, Wochen, Auszeichnungen, Anmerkungen) | Höchstplatzierung, Gesamtwochen, AuszeichnungChartplatzierungen (Jahr, Titel, Album, Platzierungen, Wochen, Auszeichnungen, Anmerkungen) | Höchstplatzierung, Gesamtwochen, AuszeichnungChartplatzierungen (Jahr, Titel, Album, Platzierungen, Wochen, Auszeichnungen, Anmerkungen) | Anmerkungen |
| Jahr | Titel Album             | DE | AT | CH | Anmerkungen |
| ---- | ----------------------- | --- | --- | --- | --- |
| 2002 | We Have a Dream United  | DE1 ×3Dreifachgold · (17 Wo.)DE | AT2 Gold · (19 Wo.)AT | CH1 Platin · (16 Wo.)CH | Erstveröffentlichung: 23. Dezember 2002 Verkäufe: + 810.000; mit den DSDS-Allstars Original: Tony Wegas – Zusammen geh’n |
| 2004 | Don’t Close Your Eyes – | DE18 (9 Wo.)DE | AT50 (6 Wo.)AT | — | Erstveröffentlichung: 22. November 2004 mit 4 United                                                                     |

## Videoalben und Musikvideos

### Videoalben
| Jahr | Titel Musiklabel                                                       | Anmerkungen                              |
| ---- | ---------------------------------------------------------------------- | ---------------------------------------- |
| 2004 | My Life is Magic Positive Energie Records                              | Erstveröffentlichung: 27. September 2004 |
| 2004 | Live on PE Tour 2003 Alive Records                                     | Erstveröffentlichung: 13. Dezember 2004  |
| 2007 | Jazz Night – Mitschnitt Stuttgart Küblböck Records                     | Erstveröffentlichung: 14. Juli 2007      |
| 2008 | Back to the Roots – Live in Dasing Küblböck Records                    | Erstveröffentlichung: 4. Oktober 2008    |
| 2009 | Jazz Meets Blues … wenn zwei sich verlieben Küblböck Records           | Erstveröffentlichung: 5. September 2009  |
| 2011 | Schrebergarten Berlin Küblböck Records                                 | Erstveröffentlichung: 27. August 2011    |
| 2013 | Diez años Kúblbóck – Ich versteh’ nur Spanisch – Live Küblböck Records | Erstveröffentlichung: 22. März 2013      |

### Musikvideos
| Jahr | Titel                   | Regisseur(e)                                               |
| ---- | ----------------------- | ---------------------------------------------------------- |
| 2002 | We Have a Dream         | Philipp Zwez                                               |
| 2003 | You Drive Me Crazy      | Oliver Sommer                                              |
| 2003 | Heartbeat               | Oliver Sommer                                              |
| 2004 | The Lion Sleeps Tonight | Oliver Sommer                                              |
| 2004 | Teenage Tears           |                                                            |
| 2004 | The Beast in Me         | Christoph Schröter                                         |
| 2004 | Don’t Close Your Eyes   | Carsten Gutschmidt                                         |
| 2005 | König von Deutschland   | Oliver Sommer                                              |
| 2007 | Born in Bavaria         | Dirk Peikert, Alexandra C.E. Rinschler, Yvonne Springmeyer |
| 2013 | Ein Stück von Dir       |                                                            |
| 2014 | Be a Man                |                                                            |
| 2014 | Angel                   |                                                            |
| 2015 | Save My Heart           |                                                            |

## Autorenbeteiligungen
| Jahr | Titel Album     | Anmerkungen                                                    |
| ---- | --------------- | -------------------------------------------------------------- |
| 2015 | DNLKSRBMN $plit | Erstveröffentlichung: 1. September 2015 Interpretation: V Sabo |

## Sonderveröffentlichungen
| Jahr | Titel Album                                        | Anmerkungen                                                                     |
| ---- | -------------------------------------------------- | ------------------------------------------------------------------------------- |
| 2004 | It’s Now or Never / Suspicious Minds Best of Mania | Erstveröffentlichung: 12. März 2004 Original: Elvis Presley; mit Costa Cordalis |

## Statistik

### Chartauswertung
|                     | DE    | AT    | CH    |
| ------------------- | ----- | ----- | ----- |
| Nummer-eins-Alben   | DE1DE | AT1AT | CH—CH |
| Top-10-Alben        | DE2DE | AT1AT | CH1CH |
| Alben in den Charts | DE3DE | AT2AT | CH2CH |

|                       | DE    | AT    | CH    |
| --------------------- | ----- | ----- | ----- |
| Nummer-eins-Singles   | DE2DE | AT—AT | CH1CH |
| Top-10-Singles        | DE4DE | AT3AT | CH2CH |
| Singles in den Charts | DE8DE | AT7AT | CH4CH |

### Auszeichnungen für Musikverkäufe
Anmerkung: Auszeichnungen in Ländern aus den Charttabellen bzw. Chartboxen sind in ebendiesen zu finden.
| Land/RegionAuszeichnungen für Musikverkäufe (Land/Region, Auszeichnungen, Verkäufe, Quellen) | Gold     | Platin     | Verkäufe  | Quellen           |
| -------------------------------------------------------------------------------------------- | -------- | ---------- | --------- | ----------------- |
| Deutschland (BVMI)                                                                           | 4× Gold4 | 6× Platin6 | 2.100.000 | musikindustrie.de |
| Österreich (IFPI)                                                                            | Gold1    | Platin1    | 50.000    | ifpi.at           |
| Schweiz (IFPI)                                                                               | —        | 2× Platin2 | 80.000    | hitparade.ch      |
| Insgesamt                                                                                    | 5× Gold5 | 9× Platin9 |           |                   |